# فيليب موريس (لاعب كريكت)
فيليب موريس (26 نوفمبر 1877 - 6 يوليو 1945 في المملكة المتحدة)  (بالإنجليزية: Philip Morris)‏ هو لاعب كريكت بريطاني (وحمل سابقاً جنسية المملكة المتحدة لبريطانيا العظمى وأيرلندا).